# Козляничі
Козля́ничі — село в Україні, у Сосницькій селищній громаді Корюківського району Чернігівської області. Населення становить менше 300 осіб. Входить до Північного старостинського округу громади.

## Історія
Поблизу села виявлено городище 1-2 століть. Село відоме з XV століття.
Село розтягнулося вздовж берега р. Убідь. Через село колись протікала річка Козлик, що витікала з гаїв – лісу Коза.
Місцеве городище Тулічев городок віднесено до давньої культури (залізо) і занесено до державного реєстру національних археологічних пам'яток. Поселення язичників 1-2 ст. нашої доби при Лисій горі. Давньоруське поселення.
За опису границь 1527 р. за часів Великого князівства Литовського - боярське село з 10 димів. За московської держави власниками значаться Матвій Артюхов та Василь Берсин. З 1632 р. власником села був поляк Ян Сіножацький. Він же тут у 1639 році виявив руду. Після смерті Яна Сіножацького його дружина Теофіля Розсудовська вийшла заміж за Мартина Києвського. Рідний брат Яна Криштоф намагався відсудити Козленичі, але безрезультатно. Королівський суд видав декрет, за яким закріпив село за вдовою. 1644 року вона поступилася своїм правом М.Києвському. За поляків Буда Козляницька до 1646 р. належала Осуховському. Поляки вели великі лісові промисли.
У 1666 р. переписано 16 податкових дворів. Брат гетьмана Андрій Дорошенко у 1689 р. отримав універсал на с. Козляничі, Чорнотичі, Верхолісся, млин на р. Бреч, с. Купчичі. Універсалом Скоропадського 1708 р. села Козляничі, Чорнотичі і Рудня надано військовому товаришеві з Сосниці Івану Дорошенко. Йому належали також три млини на річці. 20 сільських козаків з отаманом Остапом Сукаченко до 1724 р. брали участь в різних походах під Перекоп, на р. Терек, за р. Віслою, під Азов, Псков, Чигирин, Казикермен, на Ладогу-канал. У 1730 р. чернігівський міщанин Козляниця (очевидно житель села) торгував волами аж у польському місті Гданську. За реєстром 1732 р. - 2 шинки, 2 школи. 1770 р. - 1563 прихожан. У 1781 р. - 72 двори і 2 церкви. До 1800 р. діяла церква Різдва (священик Дмитро Петровський). 1860 р. - 2130 прихожан сільської церкви.
Жив у селі пан Холодовський, який був учителем при дворі цариці Єлизавети. Село - дворянське гніздо великої родини Лисенко. 1885 р. - 660 жителів у 117 дворах. 
Народився і похований у селі генерал-лейтенант Осип Лисенко (1801-1867).
Леонід Смирнов (1856-1918 р). - доктор медицини, власник маєтку, похований біля церкви. Борис Смирнов (1891-1967) - академік, перекладач «Махабхарати». Арештований і висланий у 1928 р. за участь в релігійно-філософському гуртку.
Урочища: Туличеве городище, Індуське поле (індуси - індивідуальні господарі, які не вступили в колгосп), Дьогтярня.
На початку XVII століття збудовано церкву Різдва Богородиці, 1832 року її замінено мурованою. Село входило до складу Сосницького полку.
У 1866 році в Козляничах - 148 дворів, 756 жителів, 1897 року - 163 двори, 914 жителів. 1973 р. - 255 дворів і 768 жителів. 2014 р. - 240 жителів.
У Козляничах жила авторка повістей та оповідань Софія Смирнова, що друкувалася під псевдонімом Козляницька - дружина земського лікаря та мати видатного вченого, лікаря, дослідника "Махабхарати" Бориса Смирнова.
12 червня 2020 року, відповідно до розпорядження Кабінету Міністрів України № 730-р «Про визначення адміністративних центрів та затвердження територій територіальних громад Чернігівської області», увійшло до складу Сосницької селищної громади.
19 липня 2020 року, в результаті адміністративно-територіальної реформи та ліквідації Сосницького району, увійшло до складу Корюківського району Чернігівської області.

## Люди
- Голубєв Сергій Володимирович (1987 - 2017)—український військовослужбовець, учасник російсько-української війни
- Куцаренко Олексій Олексійович (2002-2022)—український військовослужбовець, учасник російсько-української війни[7]
- Смирнов Борис Леонідович (1891, Козляничі — 1967, Ашхабад) — лікар і санскритолог. Академік АН Туркменської РСР. Перекладач філософських текстів «Махабхарати».
- Смирнов Леонід Васильович (1856—1918) — хірург, доктор медицини, батько Бориса Леонідовича Смирнова — володів маєтком у Козляничах, похований у селі біля церкви.